# John Jamelske
John Thomas Jamelske (* 9. Mai 1935 in DeWitt, New York) ist ein US-amerikanischer Entführer, der in einem Zeitraum von 15 Jahren zwischen 1988 und 2003 fünf Frauen in einem in seinem Haus angelegten bunkerartigen Verlies festhielt.

## Leben

### Frühes Leben
John Jamelske wurde im Mai 1935 in DeWitt, einer Kleinstadt im Onondaga County (New York) geboren. Über seine Kindheit und Jugend ist wenig bekannt. Er galt allgemein als Außenseiter, der zurückhaltend und schüchtern auftrat. Auch mied er sportliche Aktivitäten und war in der Schule ein mittelmäßiger Schüler. Da er oft sehr ungepflegt in der Fayetteville–Manlius High School erschien, erhielt er von seinen Klassenkameraden den Spitznamen Germs Jamelske (Bakterie Jamelske).
Nach seinem Schulabschluss, den er 1953 am Morrisville State College erwarb, absolvierte er eine Lehre zum Uhrmacher; denselben Beruf, den auch bereits sein Vater erlernt hatte. 1955 leistete er seinen Militärdienst in der United States Army ab. Hier soll er, eigenen Angaben nach, die jedoch bezweifelt werden können, sehr beliebt gewesen sein, der auch bis zu zehn Freundinnen hatte. 1959 heiratete er die Lehrerin Dorothy Richmond, mit der er drei gemeinsame Söhne bekam, Paul, Eric und Brian. Sein Erstgeborener starb jedoch bereits als Säugling.
Jamelske hielt sich mit Gelegenheitsjobs finanziell über Wasser, trainierte als Coach die örtliche Baseball-Mannschaft, arbeitete als Verkäufer in einer Filiale der Supermarktkette Acme Markets und war als Zimmermann und Tischler auf einigen Baustellen der Gegend um Fayetteville tätig.
Obwohl die Familie Jamelske zum gehobenen Mittelstand zählte, trat John Jamelske dennoch stets als bescheidener Mann in Erscheinung, der aus Zeitungen Rabattmarken ausschnitt oder auf Müllhalden und -plätzen nach Flaschen und Aluminium suchte, die er zum Teil verkaufte, aber auch selbst für sich sammelte. Ermittler konnten später in seinem Keller eine Sammlung von 13.000 Flaschen sicherstellen, die danach auf ebay um 500 Dollar versteigert wurden.
Auf der anderen Seite konnte er auch eine Uhrensammlung sein eigen nennen, die einen Gesamtwert von 40.000 Dollar hatte. 1988 konnte er seinen Vater überreden, in Aktien zu investieren. Als dieser später starb, hinterließ er seinem Sohn ein durch Spekulation deutlich angewachsenes Aktienpaket. Jamelske investierte dieses Geld, in dem er Immobilien in Kalifornien, New Mexico und Florida erwarb und auf diese Weise Multimillionär wurde.
Anfang der 1980er Jahre beging John Jamelske seine erste Straftat, als er eines Abends in der Gegend mit seinem Auto herumfuhr. Plötzlich hatte er die Idee, in ein Haus einzubrechen, von dem er annahm, es sei leer. Doch der Besitzer des Hauses war zu Hause, bemerkte den Einbruchsversuch und verständigte die Polizei. Da er sich kooperativ zeigte und Reue an den Tag legte, wurde Jamelske lediglich verwarnt.
1984 lernte der 49 Jahre alte Jamelske ein 16 Jahre altes Mädchen namens Debbie kennen. Obwohl er verheiratet war, lud er das Mädchen ein, bei sich und seiner Frau zu wohnen. Es kam zu einem Streit innerhalb der Familie, da nicht nur seine Frau dagegen protestierte, sondern sein jüngster Sohn Brian ihm sogar ins Gesicht schlug. Die Beziehung mit der Minderjährigen endete nach relativ kurzer Zeit.

### Entführungen
1988 wurde bei Dorothy Jamelske Krebs diagnostiziert; sie wurde nach kurzer Zeit bettlägerig. Sie sollte elf Jahre ein Pflegefall bleiben, ehe sie im Jahr 1999 starb. Die Krebserkrankung seiner Frau galt als Stressauslöser, da Jamelske nun zusehends Phantasien hatte, Frauen zu entführen.
Im September 1988, bei einer seiner Touren auf Müllhalden, um wieder Flaschen zu sammeln, sah er auf der Straße ein 14 Jahre altes indianisches Mädchen. (Anmerkung: Aus Persönlichkeitsgründen wurden die Namen von Jamelskes Opfern nie bekannt, die Medien gaben ihnen Pseudonymen.) Da er sich rasiert hatte, seine Haare gefärbt und sich entsprechend gekleidet hatte, wirkte Jamelske deutlich jünger als die 53 Jahre, die er zu diesem Zeitpunkt war. Nach einigen Tagen, in denen er ihr immer wieder auf der Straße begegnet war, fuhr er Anfang Oktober 1988 an die Straßenseite, und lud „Amy“ auf eine Spritztour ein. Sie willigte ein. Er fuhr mit ihr zum Haus seiner ebenfalls bereits bettlägerigen Mutter und lockte sie in einen unterirdischen Kellerraum. Hier, in der Abgeschiedenheit, fiel er über sie her und vergewaltigte sie. In diesem dunklen, kalten Keller musste sie die Wintermonate 1988/1989 zubringen, und wurde beinahe täglich Opfer von Jamelskes sexuellen Übergriffen.
In diesen sechs Monaten errichteten John und sein Sohn Paul auf seinem eigenen Grundstück einen unterirdischen Bunker. Jamelske gab an, er würde Obst und Gemüse darin aufbewahren wollen, wenn er fertig sei. Doch in Wahrheit diente er als Verlies. Im Gegensatz zu anderen ähnlichen Entführungsfällen, wie beispielsweise Natascha Kampusch gab es Personen, die von der Existenz des Verlieses wussten, jedoch nicht von dessen Zweck. Da seine Frau bettlägerig war und seine Söhne bereits ausgezogen, gab es niemanden, außer ihm selbst, der Zugang zum Verlies hatte. Zunächst musste man in einem Kellerraum ein Regal zur Seite räumen. Dahinter befand sich eine Eisentür. Wenn man diese öffnete, lag vor einem ein etwa zwei Meter langer Tunnel, den man nur kniend passieren konnte. Danach befand sich erneut eine Eisentür. Wenn man diese öffnete, konnte man über eine Leiter in den Bunker hinabsteigen. Dieser war 7,30 Meter lang, an seiner breitesten Stelle 3,70 Meter breit und hatte eine Raumhöhe von 2,40 Metern.
Das fensterlose Verlies bestand aus zwei Räumen. Der erste vordere Raum diente als „Badezimmer“. Ein defekter Leibstuhl mit einem Mülleimer diente als Toilette. Eine alte Badewanne diente den Opfern als Waschgelegenheit. Das Wasser konnte durch einen Gartenschlauch in die Wanne gelangen. Da die Wanne jedoch keinen Abfluss hatte, versickerte das Wasser lediglich im Erdboden. Durch die dadurch entstehende Feuchtigkeit entstand bald darauf Schimmel an den Wänden. Das zweite hintere Zimmer war als „Schlafzimmer“ konzipiert, in dem lediglich eine Matratze am Erdboden lag. Da das Verlies zwei Meter unter dem Erdboden lag, würde niemand die Schreie von Jamelskes Opfer hören.
Als im Frühling 1989 das Verlies fertig war, brachte er sein erstes Opfer, die 14-jährige „Amy“ hierher. Da er einige Zeit zuvor einen verlorenen Sheriffstern auf der Straße gefunden hatte, behauptete er gegenüber „Amy“ wie auch seinen späteren Opfern, sie hätten eine Straftat begangen und er würde sie bestrafen. Auch wäre er Mitglied in einem sehr elitären Klub, dem Wirtschaftsmagnaten und sogar Politiker angehören würden. Ein weiterer psychologischer Trick, der ebenfalls half, dass er rund eineinhalb Jahrzehnte mit seinen Straftaten durchkam, war, dass er den Opfern einredete, er würde die Verbringung der Opfer ins Verlies im Auftrag seiner „Vorgesetzten“ von der Polizei durchführen. Darum hatten seine Opfer jahrelang Angst, sich der Polizei anzuvertrauen, da sie fürchteten, dann erneut im Verlies eingesperrt zu werden.
Jamelske gab seine Opfern oft nur jeden zweiten oder dritten Tag etwas zu essen. Auch erlaubte er ihnen oft nur einmal alle zwei Wochen ein Bad zu nehmen. Gleichzeitig zwang er sie Tagebuch zu führen und auf Kalendern Notizen zu führen. Ein (S) bedeutete, dass sie an diesem Tag Sex hatten ein (B) bedeutete, dass er ihnen erlaubte ein Bad zu nehmen, ein (T) wiederum bedeutete, dass sie sich die Zähne (englisch: Teeth) putzen durften.
Nach einigen Monaten erlaubte er „Amy“ das erste Mal auf einem mobilen Gerät fern zu sehen. Durch die lokalen Nachrichten stellte sie fest, dass sie sich im Großraum Syracuse befand. Um die Suche nach ihr zu beenden, zwang Jamelske sie einen Brief zu schreiben, in dem sie ihren Eltern schrieb, sie wäre freiwillig von zu Hause weggegangen und sie sollten nicht mehr Nachforschungen anstellen. Später sollte sich herausstellen, dass Jamelske mit dem Sheriffabzeichen sogar im Haus von „Amys“ Familie den Angehörigen vorgegeben hatte, er würde mitarbeiten, das Verschwinden der Tochter aufzuklären. In Wahrheit brachte er ein Foto von „Amys“ jüngeren Bruder in seinen Besitz. Er würde „Amys“ Bruder töten, wenn sie nicht kooperiere.
Im Oktober 1990 hatte er „Amy“ psychologisch derart unter seine Kontrolle, dass er beschloss, mit ihr in den Urlaub zu fahren. Die Fahrt von Jamelskes Zuhause zum Flughafen führte Jamelskes Sohn durch. Obwohl er das abgemagerte Mädchen sah, schwieg sein Sohn. John Jamelske flog mit ihr mit einem normalen Inlandsflug nach Kalifornien, verbrachte mit ihr mehrere Tage am Lake Tahoe, besuchte mit ihr Restaurants, ging mit ihr in ein Casino und spazieren. Nach etwa einer Woche kaufte er ein Ticket nach New York City, gab es „Amy“ und setzte sie am Flughafen ab. Nach zwei Jahren endete sehr überraschend ihre Gefangenschaft. Wie Jamelske richtig eingeschätzt, war die mittlerweile 16 Jahre alte „Amy“ so konditioniert, dass sie niemandem anvertraute, wo sie zwei Jahre lang gewesen war. Sie habe mit Freunden die USA kennengelernt, gab sie an. Erst 13 Jahre später, im Jahr 2003, als Jamelske verhaftet wurde, wagte die 29 Jahre alte Frau den Schritt an die Öffentlichkeit.
Kurz nach der Freilassung von „Amy“ starb Jamelskes Mutter. Sie lag mehrere Tage ohne Nahrung und Körperpflege in ihrem Bett und verhungerte. Bis heute wird spekuliert, ob sie von „Amys“ Existenz wusste, sie sich den Behörden anvertrauen wollte und deswegen von ihrem Sohn dem Hungertod überlassen wurde.
Sechs Jahre sollten vergehen, bis John Jamelske im Frühling 1996 ein weiteres Mädchen, die 14 Jahre alte Latina „Barbara“ entführte. Mit dem Versprechen, ihr Geld zu geben, wenn sie ihm kurz behilflich wäre, lockte er sie zunächst in sein Auto, danach ins Verlies. Erneut machte er das Mädchen gefügig, vergewaltigte es, fertigte Polaroid-Fotos an und deutete an, diese seinen Vorgesetzten zu geben. Auch behauptete er, das Mädchen einem einflussreichen Interessenten verkaufen zu wollen. Wie im Fall „Amy“ bedrohte er auch „Barbaras“ Familie mit dem Umbringen, sollte sie sich ihm widersetzen. Als das Mädchen vermehrt Depressionen bekam und im Frühsommer 1997 einen Suizidversuch unternahm, beschloss Jamelske, sie freizulassen. Er fuhr mit ihr im Kofferraum eine Stunde lang im Wagen herum und ließ sie danach frei, vor dem Wohnhaus ihrer Eltern; nach 13 Monaten in seiner Gewalt. „Barbara“ erzählte ihren Eltern die Wahrheit. Sie hatte jedoch Angst, ihr Martyrium der Polizei anzuvertrauen. Da Jamelske mit dem Wagen öfters in der Straße auf und ab fuhr, in der „Barbara“ und ihre Familie wohnten, und sie die „einflussreiche Organisation“ aus Politikern und Polizisten fürchteten, der „Matthew“ (der Name, den Jamelske gegenüber „Barbara“ nannte) angehörte, behielten sie die Wahrheit für sich.
Das dritte Opfer, das Jamelske fand, unterschied sich schon allein wegen ihres Alters von ihren Leidensgenossinnen. „Celeste“ war eine 53 Jahre alte Vietnamesin, die kaum Englisch konnte. Sie wurde im August 1997, wenige Wochen nach „Barbaras“ Freilassung von Jamelske entführt. Später gab Jamelske zu Protokoll, wenn er sie nicht entführt hätte, hätten beide bestimmt ein gemeinsames Date gehabt. Das besondere Merkmal an ihr war ihre deutlich ausgeprägte Gesangsstimme, so dass sie Jamelske oft Lieder vorsingen musste, die er auf Kompaktkassetten aufzeichnete. Wiederum ließ er „Celeste“ nach kurzer Zeit – in ihrem Fall waren es neun Monate – im Mai 1998 frei. Wieder fuhr er mit ihr im Auto eine Weile herum und entließ sie danach an einer Bushaltestelle. Obwohl sie danach zur Polizei ging und ihr Martyrium schilderte, gestaltete sich die Zeugeneinnahme allein schon wegen der mangelnden Englischkenntnisse schwierig. Auch zweifelten die Polizisten „Celestes“ Glaubwürdigkeit an. Ein Entführungsopfer, so ihre These, würde stets umgebracht werden, und nicht vom Entführer freiwillig freigelassen werden.
Nach dem Tod seiner Frau Dorothy im Jahr 1999 begann Jamelske sich noch mehr von der Öffentlichkeit zurückzuziehen. So ließ er einen zwei Meter hohen Zaum um sein bis dahin offenes Anwesen errichten. Da er kaum Gras mähte, und Schrott und Autoteile darauf lagerte, mussten die Behörden oft auf die Beschwerden der Nachbarn reagieren, die sich über den Gestank und die mangelnde Sauberkeit beschwerten.
Drei Jahre nach „Celeste“ wurde das vierte Opfer von John Jamelske gefunden. Im Mai 2001 wurde die 26 Jahre alte „Denise“, alleinerziehende Mutter von zwei Kindern, eine weiße Frau, entführt, kurz nachdem sie ihren Arbeitsplatz verlassen hatte. Die Entführung fand in derselben Straße statt, in der er im Jahr 1988 „Amy“ in sein Auto gelockt hatte. „Denise“ war von Beginn an eine Gefangene, die sich mit allen ihr zur Verfügung stehenden Mitteln gegen ihre Gefangenschaft wehrte. So wagte sie es, ihren Peiniger zu schlagen, als er sie vergewaltigte. Als sie mit ihren Fäusten gegen die Wand des Verlieses schlug und im Lauf der Zeit ihr Körper Schürfwunden aufwies, konnte er mit ihr nichts mehr anfangen. „Denises“ Gefangenschaft dauerte darum nicht einmal zwei Monate, Mitte Juli 2001 ließ er sie wieder laufen. Nach 20 Minuten Autofahrt ließ er sie vor dem Haus ihrer Mutter in Bridgeport (New York) aussteigen.
„Denise“ ging sofort zur Polizei und brachte ihr Martyrium in allen Details zu Protokoll. Auch konnte sie ihren Entführer detailliert beschreiben und gab an, in einem Mercury Comet, Baujahr 1974, entführt worden zu sein. Die Polizei nahm sofort die Ermittlungen auf. Doch als in der Datenbank kein fraglicher Autobesitzer festgestellt wurde, der ein solches Auto besitzen konnte, wurden wieder Zweifel an „Denises“ Geschichte laut. Die Polizisten verabsäumten, die Suche auf einen Mercury Comet eines anderen Baujahres auszuweiten. Es war nämlich ein Mercury Comet, Baujahr 1975, welches Jamelske besaß. Auch steckte die Digitalisierung im Jahr 2001 noch in den Kinderschuhen. Der Fall „Celeste“ im Jahr 1998 war auf einer anderen Polizeistation aufgenommen worden. Die Ermittler im Fall „Denise“ wussten davon jedoch nichts. Vor allem der aufgetauchte Brief, den „Denise“ unter Zwang an ihre Eltern schreiben musste, wonach sie eine Drogen-Rehabilitationsklinik besuchen würde, passte nicht zu der Geschichte, sie sei entführt worden.

### Verhaftung
Im Oktober 2002 fand Jamelske sein fünftes und letztes Opfer. Die 16 Jahre alte Afroamerikanerin „Ellen“, eine Ausreißerin, wurde von Jamelske in sein Auto gelockt, mit dem Versprechen, er würde attraktive Erotikfotos von ihr anfertigen. Zwischen dem Entführer und seinem Opfer entwickelte sich eine starke emotionale Verbindung. Obwohl „Ellens“ Entführung nur fünf Monate dauerte, gelang es ihr, Jamelske so von sich zu gewinnen, dass er ihr sogar erlaubte, nicht im Verlies, sondern auch im Haus zu übernachten. Auch durfte sie unter seiner Aufsicht den Garten betreten. Diese Beziehung wurde so stark, dass Jamelske und „Ellen“ eines Abends, Ende März 2003, eine Karaoke-Bar besuchten, und einen gemütlichen Abend hatten. Den Gästen fiel lediglich der Altersunterschied zwischen dem Mann und seiner jungen „Freundin“ auf.
Wenige Tage später, am 8. April 2003, hatte Jamelske wieder eine Menge Flaschen gesammelt, die er bei einem nahen Rückgabeplatz gegen Bargeld umtauschen wollte. Wieder holte er „Ellen“ aus dem Bunker und nahm sie mit. Als die beiden das Geschäft betraten, nahm „Ellen“ ihren Mut zusammen. Da sie gerne den Gottesdienst besuchen wolle, wollte sie sich bei der nahen Kirchengemeinde telefonisch erkundigen, wann dieser stattfinden würde. Jamelske erlaubte ihr den Anruf. Doch sie wählte nicht die Nummer der Kirche, sondern jene ihrer Schwester. Ihr gab sie in kurzen Sätzen zu verstehen, sie sei entführt worden. Die Schwester reagierte sofort und notierte die eingehende Telefonnummer. Als die Schwester kurz darauf die Telefonnummer zurückrief, nahm lediglich ein Angestellter des Müllplatzes ab. „Ellens“ Schwester bat den Angestellten, sofort 9-1-1 anzurufen. Dieser rief auch einen nahen Drugstore an, wohin Jamelske und „Ellen“ unterwegs waren, und ersuchte die Angestellte des Drugstores, die beiden hinzuhalten. Kurze Zeit später fuhr die Polizei vor jenem Drugstore in Manlius vor. John Jamelske wurde verhaftet.

### Gerichtsverfahren
John Jamelske hatte keine Vorstellung davon, dass seine Vergehen strafbar sein könnten. Er gab zu Protokoll, sollte der Altersunterschied für die Officers das Problem sein, könnte „Ellen“ bestätigen, sie sei freiwillig die letzten Monate bei ihm gewesen. Auch wollte er am Abend wieder mit ihr zusammen sein, und er freue sich schon darauf, mit ihr das 50-jährige Klassentreffen seiner High School zu besuchen. Auch würde er sich freuen, wenn er Sozialstunden nehmen dürfe. Eine Gefängnisstrafe könne er sich beim besten Willen nicht vorstellen, so Jamelskes Annahme. In einem Interview, das er dem Nachrichtensender MSNBC nach seiner Verurteilung gab, bezeichnete er den Bunker als „beautiful“ (wunderschön).
Der Polizei gelang es mit „Ellens“ Unterstützung, das Jamelske-Haus zu finden. Einer jener Officers, die den Bunker betraten, hatte eineinhalb Jahre zuvor die Angaben von „Denise“ angezweifelt. Bei der Durchsuchung des Anwesens fanden die Ermittler nicht nur eine Menge Unrat und Beweise, die auf die Anwesenheit von jedem der fünf Opfer hinwiesen, sondern auch von Jamelske angefertigte Videoaufzeichnungen. Darin flehten die Opfer um ihre baldige Freilassung. Auch war darauf zu sehen, wie er mit den Opfern getanzt hatte oder mit ihnen Sportübungen ausgeführt hatte. Über 50 Filme, Tagebuchaufzeichnungen und Fotos wurden sichergestellt.
Die Staatsanwaltschaft beantragte im Fall John Jamelske eine Freiheitsstrafe von 25 Jahren mit der Option auf eine lebenslange Haft anzuordnen, das maximal mögliche Strafmaß. Das Problem der Staatsanwaltschaft war, dass ausnahmslos alle Opfer nach wie vor Angst hatten und nicht vor Gericht gegen Jamelske aussagen wollten. Die Verteidiger konnten darum zu Recht argumentieren, die Frauen würden lügen. Darum beschlossen Staatsanwaltschaft und Verteidigung zu einem Agreement zu kommen. Jamelske würde eine Freiheitsstrafe von zumindest 18 Jahren bekommen mit der Möglichkeit eine vorzeitige Haftentlassung zu beantragen, wenn er einwilligen würde, all seine Besitztümer zu verkaufen und das Geld den Opfern zu spenden. Jamelske Verteidiger stimmten dem zu; das Urteil wurde am 15. Juli 2003 verkündet. Erst in seinem Schlussstatement vor Gericht entschuldigte er sich bei seinen Opfern für seine Vergehen.

### Spätes Leben
John Jamelskes Haus, in dem er die Frauen gefangen gehalten hatte, wurde 2005 für 100.000 Dollar verkauft; der unterirdische Bunker, von den neuen Hausbesitzern zerstört. Seine weiteren Immobilien und Besitztümer wie auch sein Auto wurden ebenso verkauft; das Geld wurde zu gleichen Teilen als Schadenswiedergutmachung an seine Opfer ausbezahlt.
Jamelske trat seine Haftstrafe 2003 in der Clinton Correctional Facility in Dannemora (New York) an. Die erste Möglichkeit, um eine Haftentlassung zu beantragen, fand im Dezember 2020 statt. Diese wurde jedoch vom zuständigen Gremium abgelehnt. Sein nächster Gnadengesuch kann im Dezember 2022 eingereicht werden.

## Rezeption
In der Fernsehserie Criminal Minds (Staffel 5, Episode 5: Von der Wiege bis zur Bahre) wird der Fall John Jamelske fiktional aufbereitet.